# Ognjen Aškrabić
Ognjen Aškrabić (en serbio, Огњен Ашкрабић, Sarajevo, 28 de julio de 1979) es un exbaloncestista serbio que jugó como profesional durante doce temporadas. Con 2,07 metros de estatura, lo hacía en las posiciones de ala-pívot o pívot.

## Trayectoria deportiva

### Profesional
Comenzó su carrera deportiva en las categorías inferiores del KK Beovuk 72, equipo con el que llegó a debutar en la segunda división de Yugoslavia. en 1998 formó su primer contrato profesional con el FMP Zeleznik, donde permanecería hasta 2004. En su última temporada en el equipo promedió 15,0 puntos, 4,7 rebotes, 2,5 asistencias y 1,4 robos de balón por partido en la ABA Liga, competición en la que conseguriía el título de campeón, siendo además elegido MVP de las Finales.
En 2004 fichó por el BC Dinamo San Petersburgo ruso, donde en su primera temporada promedió 13,2 puntos y 6,5 rebotes por partido, ganando la Europe League, lo que hizo que fuera renovado tres temporadas más. En 2006 cambió de país para fichar por la Lottomatica Roma de la Serie A italiana, tras la bancarrota del equipo ruso, donde jugó una temporada en la que promedió 7,0 puntos y 4,8 rebotes por partido.
En 2007 regresó a Rusia para fichar por el BC Triumph Lyubertsy, donde tras promediar 12,1 puntos y 6,3 rebotes en su primera temporada, fue renovado por un año más. En noviembre de 2009 fichó por el BC Donetsk de Ucrania, pero fue despedido un mes después tras jugar cuatro partidos.
En 2010 fichó por el Maroussi BC griego, pero dejó el equipo por problemas económicos antes de debutar en competición oficial. En agosto de 2011 hizo la pretemporada con el Club Basket Bilbao Berri de la liga ACB, pero fue finalmente descartado.

### Internacional
Janković fue miembro de la selección de Serbia y Montenegro que participó en el EuroBasket 2003 y en el Campeonato del Mundo de 2006.